# Guatteria acutiflora
Guatteria australis là loài thực vật có hoa thuộc họ Na. Loài này được Mart. mô tả khoa học đầu tiên năm 1841.

## Phạm vi
Guatteria acutiflora thường sinh sống ở phía Đông Bắc Brazil, phía Nam Brazil và phía Đông Nam Brazil.